# West Trenton
West Trenton ist eine Siedlung  in Ewing Township im Landkreis Mercer County im US-amerikanischen Bundesstaat New Jersey. Die Ortschaft liegt einige Kilometer oberhalb der namensgebenden Stadt Trenton am linken Ufer des Delaware zwischen einer Eisenbahnbrücke und der Brücke der Interstate 95 über den Fluss. Im Ort liegt die gleichnamige Bahnstation, die den östlichen Endpunkt der Regionalbahnlinie West Trenton Line der Southeastern Pennsylvania Transportation Authority (SEPTA) markiert.